# Dingcheng
Dingcheng (en chino, 鼎城; pinyin, Dǐngchéng) es un distrito urbano bajo la administración directa de la Prefectura  Changde  en la Provincia de Hunan, República Popular China.  Su área es de 2339 km² y su población total para 2015 superó los 760 mil habitantes. 

## Administración
Desde junio  de 2023, el  Distrito Dingcheng   se divide en pueblos  administrados  en 5 subdistritos,   11 poblados y 1 villa.

## Toponimia
El topónimo Dingcheng se compone de los sinogramas Ding (antiguo caldero hecho de bronce para rituales) y Cheng (ciudad). Según registros locales, aquí se fundían calderos rituales para ceremonias estatales.
En el año 1117 durante la dinastía Song del Norte, la Provincia Lang  (朗州 Langzhou) fue renombrada como Ding (鼎州 Dingzhou). Se dice que el nombre fue cambiado porque existe el río Ding (鼎水) en la confluencia del río Yuan. Una leyenda cuenta que un caldero sagrado de los Chu fue hundido en el río Yuan para evitar su captura por enemigos. El nombre "Dingcheng" ("Ciudad del Caldero") honraría este relicario sumergido.
Aunque posteriormente la Provincia Ding fue renombrada como Changde en 1165, el nombre "Ding" perduró en la memoria local. El 23 de enero de 1998 el nombre se reinstauró al reorganizarse la región, recuperando su herencia cultural.